# Matt Love
Pour les articles homonymes, voir Love.
Matt Love  est un homme politique provincial canadien de la Saskatchewan. Il représente la circonscription de Saskatoon Eastview à titre de député du Nouveau Parti démocratique de la Saskatchewan depuis 2020.